# Monte d'Oro (navire)
Pour les articles homonymes, voir Monte d'Oro (homonymie).
Le Monte d'Oro est un navire mixte de la compagnie française Corsica Linea. Construit entre 1989 et 1991 par les Ateliers et chantiers du Havre (ACH) pour la SNCM, il est nommé d'après le sommet corse Monte d'Oro. Mis en service en juillet 1991 sur les lignes entre Marseille et la Corse, il est le premier véritable navire mixte de la SNCM. Transféré en 2016 au sein de la flotte de Corsica Linea à la suite de la liquidation de la SNCM, il navigue toute l'année sur les lignes de la délégation de service public entre Marseille et L'Île-Rousse.

## Historique

### Origines et construction
À la fin des années 1980, les instances corses et les principaux transporteurs de fret maritime font le constat que les cargos employés entre le continent et la Corse offrent une capacité insuffisante, en particulier sur les ports de Bastia et Porto-Vecchio. Malgré le renouvellement de la flotte destinée au transport des marchandises avec la mise en service du Monte Cinto en 1984 pour la SNCM et du Santa Regina l'année suivante pour la CMN, l'augmentation du trafic des remorques peine à être absorbée par ces deux unités. Pour pallier cela, les deux compagnies vont mettre en place des solutions transitoires. Ainsi, la SNCM va aligner le roulier Ardèche en sus de ses autres cargos, tandis que la CMN fera l'acquisition du navire mixte d'occasion Saga Star, doté d'une capacité de roulage de 1 500 mètres linéaires et inséré entre Marseille et Bastia sous le nom de Girolata. Cependant, conformément à la conférence maritime continent-Corse régissant les modalités du trafic des marchandises depuis 1955, une équivalence des moyens déployés par les armateurs est de rigueur. Ne possédant aucune unité d'une capacité semblable au Girolata, la SNCM décide alors d'équiper sa flotte d'une construction neuve qui serait affectée en priorité sur Bastia ainsi que sur Porto-Vecchio.
Avant tout défini par ses caractéristiques «fret», le futur navire se présente au premier abord comme un roulier de 145 mètres de long d'une capacité de 1 500 mètres linéaires de roulage, de quoi embarquer une centaine de remorques réparties sur trois niveaux de garage. Mais la conception de ce nouveau cargo va prendre une direction singulière influencée par le trafic passager entre le continent et la Corse. Tout comme le trafic du fret, le transport des passagers sur les lignes de la continuité territoriale est en augmentation malgré une baisse significative en 1983. En 1987, l'Office des transports de la région Corse (OTRC) avait exigé un nombre de places supplémentaires sur les ports principaux de Bastia et Ajaccio, ce qui avait abouti à la transformation de quatre cargos de la SNCM et de la CMN afin de les adapter au transport d'une centaine de passagers. Cette caractéristique va alors naturellement être prise en compte dans la conception du futur cargo. Prévu pour se substituer au Monte Rontondo sur Porto-Vecchio, sa capacité doit au minimum être identique à ce dernier, en l'occurrence 36 passagers. Mais cette capacité apparaît comme dérisoire pour la desserte de l'extrême-sud de la Corse, très fréquenté par les touristes. De plus, le succès rencontré par les cargos Monte Cinto et Monte Stello démontre qu'une capacité d'au moins 100 passagers s'avère nécessaire. Après analyse des répercussions sur le trafic global et l'investissement supplémentaire que cela représente, il est finalement décidé, avec l'accord de l'OTRC, de porter la capacité à 500 passagers. En plus de n'occasionner qu'un surcoût relativement faible, cette capacité permettra de dynamiser la desserte de Porto-Vecchio, notamment en été. Ainsi, le navire sera équipé d'installations destinées à accueillir les passagers telles qu'un bar, un restaurant et un snack. Les voyageurs seront logés dans 200 cabines, dont une centaine équipées de sanitaires. Enfin, un garage spécialement consacré aux véhicules de tourisme et disposant d'un accès séparé des camions sera aménagé à l'avant du pont 4. Le 25 janvier 1989, les instances de l'État donnent l'autorisation à la SNCM de passer commande de son premier cargo mixte. À la suite d'un appel d'offres international, les Ateliers et chantiers du Havre, qui ont précédemment réalisé les cargos Monte Stello et Monte Cinto, sont désignés pour la construction du futur navire dont le contrat de construction est signé le 31 mai 1989. À l'instar de ses prédécesseurs, il est baptisé du nom d'une montagne corse, le Monte d'Oro, sommet montagneux du massif du Monte Rotondo, en Haute-Corse. Il est le deuxième navire de l'armement à porter ce nom, le premier étant le cargo Monte d'Oro ayant navigué sur la Corse de 1970 à 1984.
Le Monte d'Oro est mis sur cale le 27 décembre 1989. Son chantier est l'occasion d'expérimenter les dernières technologies en matière de construction navale telles qu'un système de ballastage géré par ordinateur adaptant sa stabilité en fonction des aléas de la mer ou encore la possibilité de fournir le chauffage et l'eau chaude à bord par la récupération des gaz d'échappement qui peuvent également être utilisés pour réchauffer le carburant avant le démarrage des moteurs. Lancé le 21 août 1990, il entre en finition puis réalise ses essais à la mer les 2 et 3, puis le 6 et le 10 juillet 1991 puis est réceptionné par la SNCM le 13 juillet.

### Service

#### SNCM (1991-2016)
Le 13 juillet 1991, le Monte d'Oro appareille du Havre à 18h00, sous les ordres du commandant Hervé. Arrivé à Marseille à 7h00 le 18 juillet, il accoste au môle J3. Quelques jours plus tard, le 23 juillet, il appareille pour sa première traversée commerciale à destination de Bastia. Son arrivée dans son port d'attache, saluée par trois coups de sirène du Napoléon, a lieu le lendemain matin. Le navire aborde par la suite la saison estivale en se partageant entre Bastia et Porto-Vecchio. À l'issue de l'été, le 5 octobre, son baptême est célébré à Bastia. La marraine du navire est Mme Piazza-Alessandrini, épouse du président de l'Office des Transports de la Région Corse (OTRC).
Le 27 juin 1992 le Monte d'Oro inaugure une nouvelle ligne de la filiale Corsica Marittima entre Porto-Vecchio et Livourne. À l'occasion, l'ouverture de cette nouvelle liaison reliant l'Italie donne lieu à une réception organisée à bord du navire le 5 juillet alors qu'il se trouve à Porto-Vecchio. Un cocktail est donné sur la passerelle, en présence d'une quarantaine de personnes dont Jean-Paul de Rocca Serra, président de l'Assemblée de Corse, le navire est même ouvert au public qui peut le visiter.

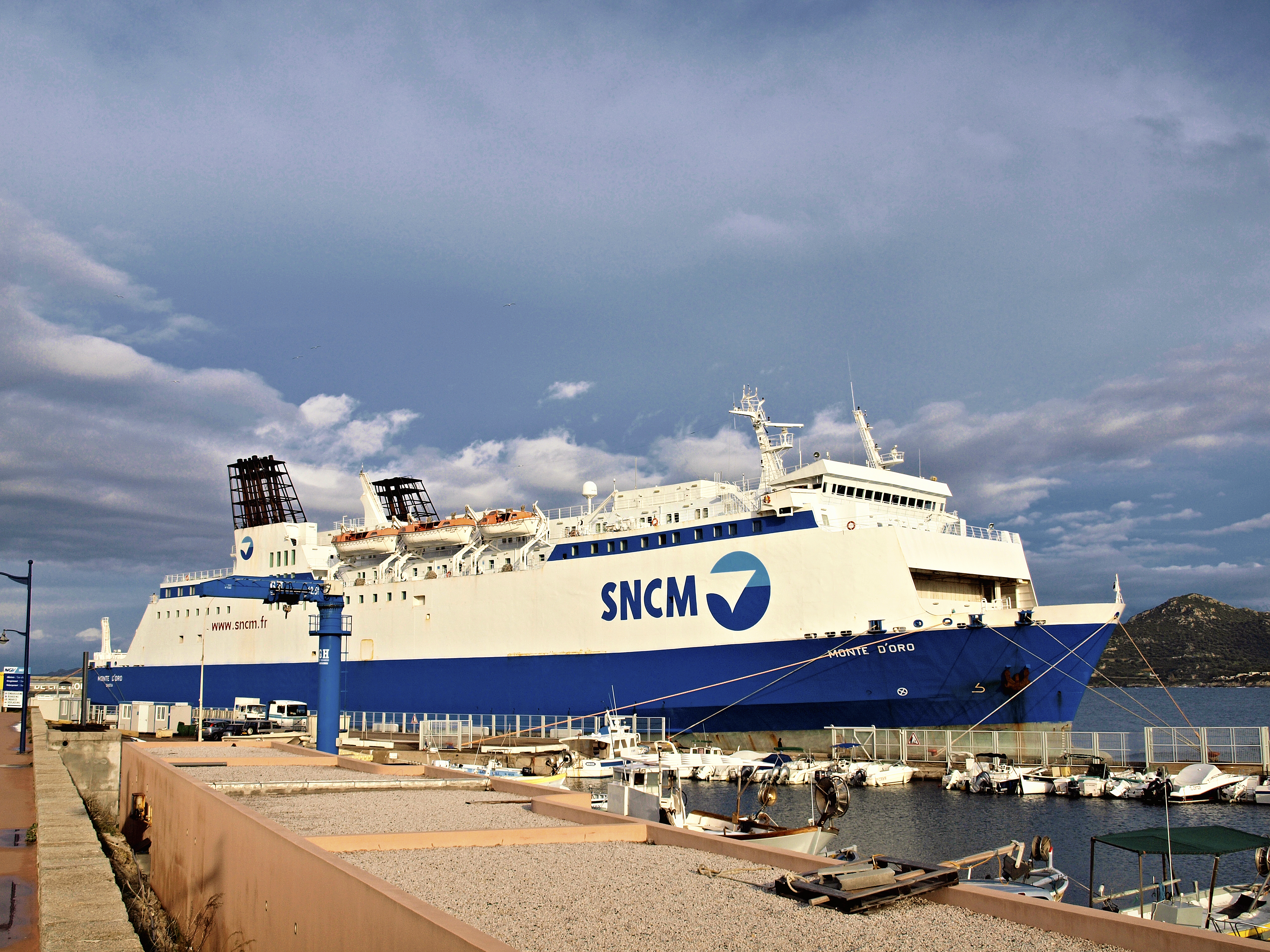
Le Monte d'Oro sous les couleurs de la SNCM dans le port de L'Île-Rousse.

Le 27 juillet 1998, le navire est victime d'un incendie au niveau de la salle des machines lors d'une traversée entre Marseille et Porto-Vecchio. Il est immobilisé puis réparé à Marseille.
Au début des années 2000, la SNCM opère un léger changement d'identité visuelle. Ainsi, au cours de son arrêt technique effectué au mois de février 2005, le Monte d'Oro se voit paré d'une livrée similaire à celle du récent Pascal Paoli se caractérisant par sa coque noire repeinte en bleu, l'ajout d'une bande le long du pont 5 et le retrait de la marque commerciale « Ferryterranée ».
En 2009, la SNCM aligne sur Porto-Vecchio le nouveau Jean Nicoli en remplacement du Monte d'Oro. Le navire est alors transféré sur la desserte de L'Île-Rousse depuis Marseille et Nice et se substitue au vieux Monte Cinto,. À cette occasion, il devient le seul navire chargé d'acheminer des matières jugées dangereuses sur l'île.
Le 20 juillet 2014, un incendie se déclare dans la salle des machines alors que le cargo est à quai à Nice. Si le sinistre est rapidement maîtrisé, celui-ci conduit à l'annulation de la traversée que devait effectuer le navire vers L'Île-Rousse. Les 300 passagers sont alors redirigés vers Marseille afin d'embarquer à bord du Danielle Casanova qui les acheminera à leur destination. Le Monte d'Oro reprend ses traversées le 23 juillet après avoir été réparé.
Cette même année 2014, la SNCM est confrontée à d'importantes difficultés en raison d'une décision de justice sommant l'armateur de rembourser des subventions publiques jugées illégales. Cette situation conduit à la mise en redressement judiciaire de la compagnie en novembre 2014. Face à cette conjoncture, il est décidé de drastiquement réduire le périmètre d'activité de l'entreprise. Ainsi, le Monte d'Oro effectue les dernières escales de la SNCM à Toulon et Nice, respectivement le 8 et le 29 mars 2015. Le 20 novembre, à l'issue d'un long feuilleton judiciaire, le transporteur corse Rocca est désigné comme repreneur de la SNCM par le tribunal de commerce de Marseille. Le matin du 17 décembre, au retour de son arrêt technique effectué aux à Bizerte, le Monte d'Oro arrive à Marseille dépourvu des logos de l'ancienne SNCM, effacés de sa coque.

#### Corsica Linea (depuis 2016)
Le 5 janvier 2016, la SNCM cesse officiellement d'exister et ses actifs ainsi que sa flotte sont transférés au sein de la nouvelle entité Maritime Corse Méditerranée (MCM), filiale du groupe Rocca. À l'instar des autres navires de la flotte de l'ex-SNCM, le Monte d'Oro est exploité dans un premier temps par l'entité commerciale Maritima Ferries. Au mois de février cependant, le groupe Rocca vendra la nouvelle compagnie au consortium Corsica Maritima, autre candidat à la reprise de la SNCM. En conséquence, Maritima Ferries est remplacée par une nouvelle entité commerciale baptisée Corsica Linea. Cette nouvelle compagnie adopte alors une identité visuelle à dominante rouge tranchant radicalement avec le bleu historique de la SNCM. Progressivement, les navires de la flotte sont repeints aux couleurs de l'armateur avec notamment une coque peinte en rouge. Ayant déjà effectué son arrêt technique, le Monte d'Oro conserve cependant l'ancienne livrée de la SNCM. Également, dans un souci de discontinuité juridique exigée par le Conseil européen, le cargo est frété à La Méridionale pour toute la durée de la saison estivale, du 30 mai au 30 septembre. À cette même période, un projet de vente du navire à la Collectivité territoriale de Corse dans le cadre de la mise en place d'une compagnie régionale à l'horizon 2019 est annoncé, mais ne verra finalement pas le jour,.

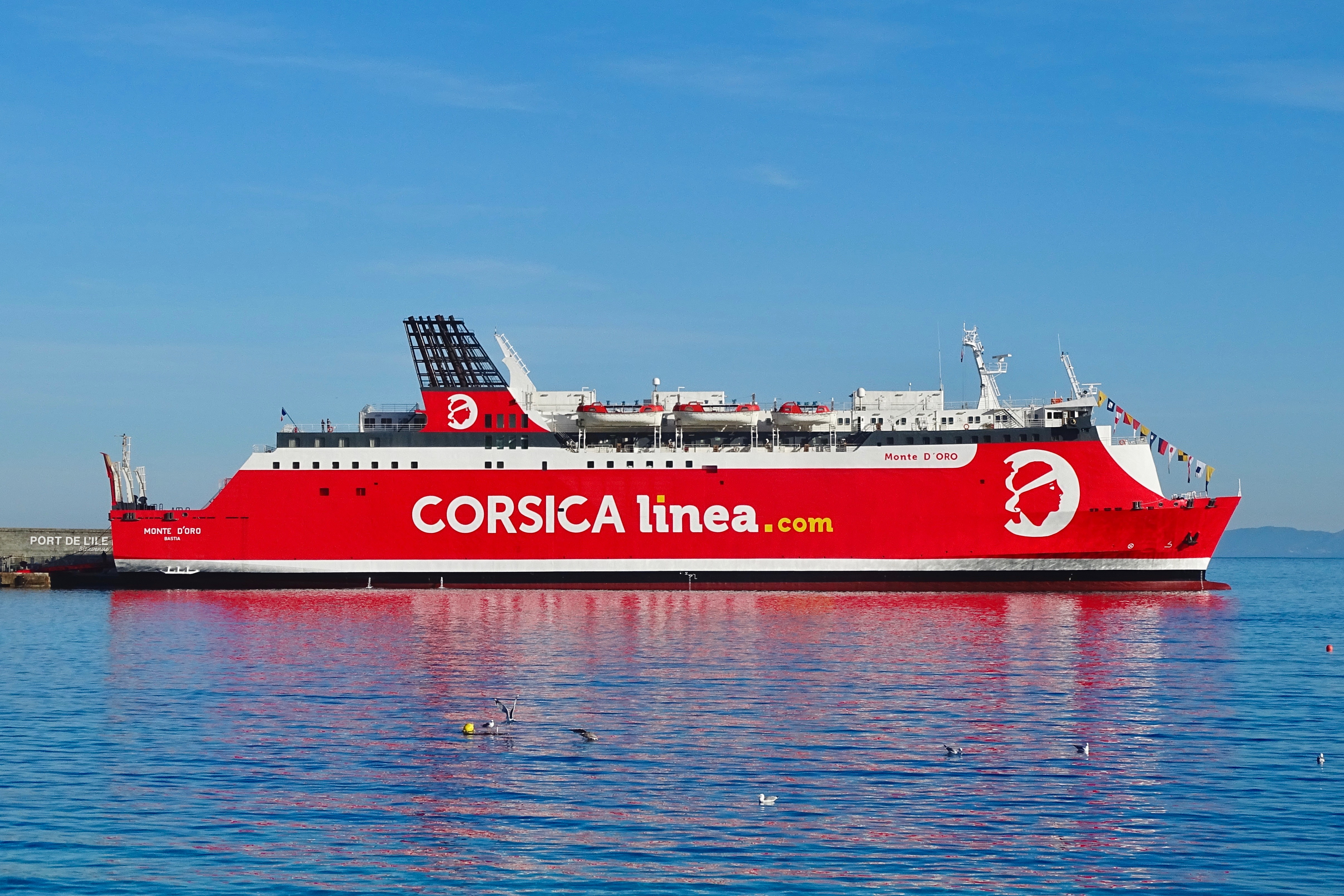
Le Monte d'Oro lors de sa première escale à L'Île-Rousse sous les couleurs de Corsica Linea.

Lors de son arrêt technique du 20 novembre au 21 décembre 2017, le navire est repeint aux couleurs de Corsica Linea et la décoration de ses aménagements intérieurs ainsi que ses machines sont modernisées pour un coût total de 2,5 millions d'euros. Le navire réalise son premier voyage sous ses nouvelles couleurs le 22 décembre à destination de L'Île-Rousse, où il arrive le lendemain sous petit pavois. Une réception est organisée à bord en présence du directeur général de la compagnie, Pierre-Antoine Villanova, d'élus et de représentants de la CCI de Haute-Corse ainsi que de passagers.
Au cours du mois d'avril 2018, le Monte d'Oro achemine à plusieurs reprises des véhicules de location entre Marseille et Bastia. C'est dans ce cadre que le navire escale pour la première fois à Port-Vendres en Occitanie le 16 avril. Il y fera régulièrement escale par la suite durant les basses saisons.
Au retour de son arrêt technique effectué à Bizerte au mois de novembre 2019, il est affecté sur la ligne d'Ajaccio en remplacement du Paglia Orba déplacé sur Bastia en raison de modifications de dernière minute du plan de flotte et de l'indisponibilité des autres navires mixtes en arrêt technique. Les traversées sur L'Île-Rousse sont assurées à cette période par le Danielle Casanova. Le Monte d'Oro touche toutefois le port deux fois par mois pour le transport des matières dangereuses.
En janvier 2020, l'exploitation du navire est perturbée en raison d'un mouvement social des syndicats des marins de La Méridionale, entraînant le blocage de certains navires de Corsica Linea à Marseille. Le Monte d'Oro est alors dérouté sur Toulon le 11 janvier ou il accoste dans la matinée. Il est par la suite immobilisé à La Seyne-sur-Mer jusqu'au 13 janvier avant de partir pour Nice afin d'embarquer 75 remorques à destination de L'Île-Rousse. Immobilisé pour toute la durée du mouvement, il reprend son service le 31 janvier.
Dans la matinée du 24 juillet, alors que le navire accoste au port de L'Île-Rousse, un des câbles de la rampe principale cède durant l'ouverture de celle-ci. Devant l'impossibilité de refermer la rampe, la traversée qu'il devait effectuer vers Marseille est annulée. Le Monte d'Oro parvient toutefois à reprendre la mer le 25 juillet après que la porte ait été refermée à l'aide d'une grue. Arrivé à Marseille le lendemain, il est ensuite immobilisé pour réparations jusqu'au 11 août.
Le 6 juin 2023, alors que le navire vient de quitter L'Île-Rousse pour Marseille, un incendie se déclare au niveau de la salle des machines en raison d'une projection accidentelle de combustible sur les moteurs en marche. Très rapidement, les flammes sont maîtrisées et éteintes par les systèmes d'extinction du navire. Malgré cette intervention rapide, le sinistre a occasionné d'importants dégâts au niveau d'un des arbres d'hélice ainsi que du compartiment moteur. Le Monte d'Oro, assisté par le CROSS Med, parvient à reprendre sa route vers Marseille à vitesse réduite. En raison de la présence à bord de matières dangereuses, seule une cinquantaine de passagers se trouvaient sur le navire, aucun d'entre eux n'a été blessé. Le lendemain, le cargo arrive à Marseille à 14h30, accusant un important retard sur son horaire initial. Les dommages provoqués par l'incendie entraînent son immobilisation pour réparations pour toute la durée de la saison estivale. Réparé à Marseille durant l'hiver à l'occasion d'un passage en cale sèche, il ne reprend ses rotations vers L'Île-Rousse que le 10 janvier 2024 après sept mois d'immobilisation.

## Aménagements
Le Monte d'Oro possède 8 ponts. Bien que le navire s'étend en réalité sur 10 ponts, deux d'entre eux sont inexistants au niveau des garages. Les locaux des passagers se situent sur le pont 5 ainsi que sur une partie des ponts 4 et 6 tandis que ceux de l'équipage occupent une grande partie du pont 6. Les ponts 2, 3 et 4 abritent quant à eux les garages.

### Locaux communs
Le Monte d'Oro propose à ses passagers des installations classiques. Parmi lesquelles on compte un bar-salon situé à la poupe sur le pont 6, et un restaurant également situé à la poupe sur le pont 5. À l'occasion de la reprise du navire par Corsica Linea, la décoration intérieure des locaux a été modernisé lors d'un arrêt technique à la fin de l'année 2017.

### Cabines
Le Monte d'Oro dispose de 203 cabines privatives situées sur les ponts 4 et 5. Elles peuvent loger de deux jusqu'à quatre personnes et 129 d'entre sont  pourvues de sanitaires complets comprenant douche, WC et lavabo.

## Caractéristiques
Le Monte d'Oro mesure 145 mètres de long pour 25,70 mètres de large, son tirant d'eau est de 6,30 mètres et sa jauge brute est de 22 070 UMS. Le navire peut embarquer 528 passagers et possède un garage de 1 615 mètres linéaires de roll pouvant contenir 114 unités de fret ainsi que 130 véhicules et accessible par deux portes-rampes arrières, l'une de 17,10 mètres de large destinée aux camions et l'autre de 2,70 mètres de large réservée aux voitures. Sa propulsion est assurée par quatre moteurs diesel semi-rapides Crepelle/Wärstilä Vasa 12V32 développant une capacité de 14 800 kW entraînant deux hélices KaMeWa à pas variable, faisant filer le bâtiment à plus de 20,7 nœuds. Le navire mixte est doté d'un propulseur d'étrave KaMeWa de 1 200 kW et d'un stabilisateur anti-roulis à deux ailerons rétractables ACH. Le navire est pourvu de quatre embarcations de sauvetages fermées de grande taille, complétées par deux embarcations de taille moyenne, une embarcation semi-rigide ainsi que de nombreux radeaux pneumatiques.

## Lignes desservies
Depuis sa mise en service, le Monte d'Oro assure le transport de fret et de passagers entre le continent et la Corse. Au début de sa carrière, le navire était principalement exploité en traversée de nuit sur la ligne Marseille - Bastia et secondairement sur la ligne Marseille - Porto-Vecchio, notamment en saison estivale. À partir de 1992, il est également positionné, en sus de son affectation principale, sur la ligne Porto-Vecchio - Livourne de la filiale Corsica Marittima. Remplacé sur la ligne de Bastia en 1994 par le Paglia Orba, le Monte d'Oro bascule dans un premier temps sur la desserte d'Ajaccio, puis de Porto-Vecchio en 2003, puis enfin, Marseille - L'Île-Rousse et Nice - L'Île-Rousse en 2009. À la fin de l'année 2014, il assure une traversée entre Toulon et L'Île-Rousse chaque dimanche jusqu'à l'interruption de la ligne en mars 2015.
Transféré au sein de Corsica Linea en 2016, le Monte d'Oro est affecté à titre principal à la liaison Marseille - L'Île-Rousse qu'il dessert de nuit, toute l'année, chaque lundi, mercredi et vendredi dans le cadre de la délégation de service public (DSP) subventionnée par la région Corse. Depuis 2018, il effectue chaque week-end, en haute saison, une traversée supplémentaire sur cet axe à une cadence plus rapide avec un départ de nuit et retour de jour ou inversement selon périodes. En basse et moyenne saison, il est parfois utilisé pour transporter des marchandises ou des véhicules neufs vers Bastia et Ajaccio, mais aussi Port-Vendres, en Occitanie jusqu'en 2020. Malgré les attributions successives des nouvelles DSP, le navire conserve son affectation vers L'Île-Rousse ainsi que sa fréquence habituelle.

### Transport de matières dangereuses
Depuis son transfert sur la ligne de L'Île-Rousse en 2009, le Monte d'Oro assure par voie de conséquence le transport des matières dangereuses vers et de la Corse. Avec ses infrastructures aménagées suffisamment loin du centre-ville, L'Île-Rousse est le seul port corse habilité au débarquement de ce type de chargement qui peut être de différente nature, allant de l'oxygène liquide, destinés aux hôpitaux de l'île, à des cargaisons beaucoup plus à risque telles que des engins explosifs. Afin que la sécurité du navire et de son équipage soit préservée, les traversées où ces marchandises transitent ne sont pas ouvertes à la vente. Lors des opérations de chargement ou de déchargement, qui doivent s'effectuer impérativement de jour, tous les établissements publics situés à moins de 150 mètres du quai doivent fermer et aucun passager ni véhicule ne doivent se trouver dans l'enceinte portuaire. Le navire effectue plusieurs fois par mois ce type de rotation, pour la plus grande majorité dans le sens continent - Corse.